# XXX dynastia
XXX dynastia – dynastia władców starożytnego Egiptu, rezydujących w Sebennytos. Dynastia panowała w latach 380–342 p.n.e. Była to ostatnia dynastia władców pochodzenia egipskiego.
| Okres schyłkowy – XXX dynastia (sebennicka) |                       |                 |                           |         |                  |
| Władca                                      | Lata panowania p.n.e. | Nomen           | Prenomen                  | Żony    | Miejsce pochówku |
| Nektanebo I                                 | 380–362               | Nechtnebef      | Cheperkare                | Udiaszu | Memfis           |
| Tachos (Teos)                               | 364–362–360           | Dżed Hor        | Iri Maatenre              |         | ?                |
| Nektanebo II                                | 360–342               | Nechet Horhebit | Senedżemibre Setepeninhur |         | ?                |